# Звёздная улица (Санкт-Петербург)
Звёздная у́лица — улица в Московском районе Санкт-Петербурга. Проходит от Московского шоссе до Витебского проспекта.

## История
Своё название Звёздная улица получила в 1966 году в честь выдающихся достижений СССР в освоении межпланетного пространства.
«Звёздной» названа и вступившая в строй в 1972 году на этой улице станция метрополитена.

## Достопримечательности
- Станция метро «Звёздная»
- СПб ГБПОУ Колледж «Звёздный»
- ТРК «Континент» (дом 1)
- ГОУ Инженерная школа одежды (колледж) (дом 7, корпус 1)
- Детский сад (дом 9, корпус 2)
- Противотуберкулёзный диспансер (дом 12)
- Пожарная часть № 37 ОФПС (дом 13)
- Общежитие МВД (дом 13, корпус 2)
- Здание профтехучилища 147 (дом 15, корпус 2)
- Автобусная станция «Звёздная улица»
- Дом «Елизаветы»
- Купчинская помойка